# Formica talbotae
Formica talbotae é uma espécie de formiga da família Formicidae. É endémica dos Estados Unidos da América.